# Art-Cloche
Art-cloche, à l’origine Cloche Art, est un collectif artistique parisien créé dans les années 1980. Le nom Art-cloche est également usité pour le squat occupé par le collectif du 15 juin 1981 jusqu'en juin 1986, situé au 6 rue d'Arcueil, dans le 14e arrondissement de Paris, à quelque pas de la résidence d'artistes la Cité Verte. Expulsé par la ville de Paris, le collectif trouvera refuge dans un nouveau squat situé 4 rue d'Oran, dans le 18e arrondissement, jusqu'au 27 juin 1988, date de la seconde expulsion.
Les principaux animateurs du lieu étaient Jean Starck, Nicolas Pawlowski, Mériadeg Courtet, Alexandre Sacha Putov, Ody Saban et Henri Schurder.

## Histoire

### Avant
Henri Schurder s'était intégré à l'été 1980, dans les premières semaines d'occupation au squat artistique (uniquement espace de création, sans logement) du 40-44, avenue Jean-Moulin, Paris 14e, mais ce squat fut subitement rasé dans la matinée du 20 mars 1981.

### Rue d'Arcueil
Art Cloche est né rue d'Arcueil, dans le 14e arrondissement de Paris, aux confins du 13e arrondissement face à la Cité Universitaire Internationale. Le lieu était un ancien dépôt de bombes déjà occupé, entre autres, par des sans domicile fixe, ferrailleurs et vagabonds. Offrant des espaces cloisonnés et des espaces collectifs d’exposition régulièrement investis, le lieu était réparti entre les occupants : les SDF occupaient les rez-de-chaussée et le premier étage, les artistes les étages supérieurs. 
En juin 1986, l’expulsion de la rue d’Arcueil connut un certain retentissement. Ainsi, la Ville de Paris permit au collectif d'entreposer temporairement, à titre gracieux, ses œuvres dans un garde-meuble.

### Rue d'Oran
Le collectif va trouver refuge au 4 rue d’Oran, dans le 18e, dans un vaste atelier de réparation Citroën désaffecté pour y fonder Art Cloche 2, un espace vaste avec une surface de 5 000 m2 de plain-pied sous une verrière soutenue par une charpente métallique.
Mais Art Cloche 2 ne devait pas durer longtemps, la ville de Paris ayant rue d’Oran un projet de crèche. Ainsi, le collectif d'artistes sera délogé le 27 juin 1988 afin de réaliser un projet de construction de 135 logements sociaux à cet emplacement.

### Après
Certains, dont Henri Schurder, allèrent s'installer quelque temps plus tard au fameux CAES de Ris-Orangis.
Art Cloche a joué un rôle majeur dans l'histoire des squats artistiques parisiens. Une fois expulsé d'Art Cloche (rue d'Arcueil), le collectif a laissé la place libre à une autre génération d'artistes qui ont occupé les lieux durant l’année 1987, juste avant la destruction de l'immeuble. Cette courte période  a été l'occasion de voir certains artistes de street art, comme Michel Ktu, Psychose (Psy), Zeek ou le photographe Aalk, réinvestir les lieux avant d'ouvrir un nouveau lieu dans une ancienne imprimerie d'Arcueil. De là ils ont ensuite déménagé et ouvert, plus tard, d'autres squats artistiques (Ktu) tels que la Miroiterie.